# У пошуках істини
«У по́шуках і́стини» — докудрама власного виробництва телеканалу СТБ. Ведучим докудрами «У пошуках істини» був В'ячеслав Гармаш. Вперше докудрама транслювалася з 2007 по 2011 рік. Всього з 2007 по 2011 рік було знято п'ять сезонів телепрограми загальною кількістю 100 епізодів.
Програму початково було знято українською та згодом дубльовано російською; для деяких серій також було створена версія дубльовано англійською тривалістю 80-90 хв. (замість оригінальних 30-45 хв.), зокрема такі англомовні-розширені версії було зроблено для епізодів «Піонери-герої: правда про міф», «Таємниця вбивства комкора Котовського», «Секрети вічної молодості: еліксир Сталіна», «Двійники Сталіна», «Фєлікс Дзержинскій: покаяння палача», «Лев Троцкій: трагедія демону революції», «Леонід Брєжнєв: пігулки від кохання» тощо. Назви деяких епізодів в україномовній, російськомовній та англомовній версії різняться.
У 2019 році у інтерв'ю газеті «Вільне життя» творець та ведучий програми В'ячеслав Гармаш назвав «культурною війною» факт того що СТБ вилучила всі україномовні епізоди з Youtube'у й натомість виклала на свій Youtube-канал виключно російськомовні версії програми. У травні 2022 року телеканал «СТБ» створив Ютуб-канал «У пошуках істини», де почав викладати саме україномовні версії програми.

## Історія виникнення
Після того як ведучий програми, В'ячеслав Гармаш, закінчив магістратуру інституту театрального мистецтва імені Карпенка-Карого у 2006 році він випадково познайомився з продюсером телеканалу «СТБ» Галиною Пірютіковою й дізнався від неї, що в каналу було бажання створити якесь історичне шоу. Тоді Гармаш та Пірютікова зійшлися на тому, щоб створити серію телепередач з історичного минулого України. Пілотною серією став епізод про Ахіллу: для нього творці навіть їздили на острів Зміїний знімати; робота над «пілотними серіями» стартувала в 2006-му році, а перший ефір був восени 2007-го року.
Загалом творча команда відпрацювала п'ять років, зняла п'ять сезонів телепрограми й загалом виробили рівно сто телепрограм.

## Відгуки телекритиків
Докудрама отримала переважно негативні відгуки від телекритиків, через значні відхилення творців від справжніх історичних фактів.

## Список епізодів

### Україномовна версія («У пошуках істини»)
Список епізодів, згідно офіційного сайту istina.stb.ua/ua/; під «ефіром» мається на увазі поява відео на сайті СТБ, а не перший ефір на телебаченні.
1. «Корабель принцеси Анни» (ефір: 8 жовтня 2007)
2. «Таємниця старця Досифія» (ефір: 16 жовтня 2007)
3. «Щит Ахілла» (ефір— 24 жовтня 2007)
4. «Останній замах на прем'єра» (ефір: 1 листопада 2007)
5. «Прокляті скарби Мазепи» (ефір: 7 листопада 2007)
6. «Отаман Сірко: смерть перевертня» (ефір: 13 листопада 2007)
7. «Міледі: Чорна графиня Криму» (ефір: 21 листопада 2007)
8. «Ремінь цариці Амазонок» (ефір: 26 листопада 2007)
9. «„Дора“: останнє захоплення Гітлера» (ефір: 7 грудня 2007)
10. «Прокляття картини Рєпіна» (ефір: 19 грудня 2007)
11. «Подвійна слава Ілька Муровця» (ефір: 25 грудня 2007)
12. «Жахіття академіка Герасімова» (ефір: 15 січня 2008)
13. «Ненаписана історія Гоголя» (ефір: 6 лютого 2008)
14. «Український граф Дракула» (ефір: 12 лютого 2008)
15. «Привид Івана Федорова» (ефір: 19 лютого 2008)
16. «Отаманша Маруся. Таємниця терористки» (ефір: 26 лютого 2008)
17. «Як козак Європу кавою напоїв» (ефір: 4 березня 2008)
18. «Батіг для Захер-Мазоха. Фільм 1» (ефір: 19 березня 2008)
19. «Батіг для Захер-Мазоха. Фільм 2» (ефір: 19 березня 2008)
20. «Злети і падіння Містера Гелікоптера» (ефір: 28 березня 2008)
21. «Нострадамус із Дрогобича» (ефір: 4 квітня 2008)
22. «Таємниця вбивства комкора Котовського» (ефір: 10 квітня 2008)
23. «Добриня. Поміж міфом та реальністю» (ефір: 15 квітня 2008)
24. «Лифар. Трагедія блудного сина» (ефір: 24 квітня 2008)
25. «Тризуб» (ефір: 16 травня 2008)
26. «Три демони Врубеля» (ефір: 20 травня 2008)
27. «Роксолана. Кривавий шлях до трону» (ефір: 26 травня 2008)
28. «Магія карпатських мольфарів» (ефір: 9 вересня 2008)
29. «Піонери-герої: правда про міф» (ефір: 14 вересня 2008)
30. «Григорій Потьомкін: Перша жертва чорного піару» (ефір: 21 вересня 2008)
31. «Сонька-Золота Ручка: Смерть червової королеви» (ефір: 28 вересня 2008)
32. «Сила і слабкість богатиря Піддубного» (ефір: 5 жовтня 2008)
33. «Мішка Япончик: Смерть короля» (ефір: 12 жовтня 2008)
34. «Микола Павленко: топ-менеджер епохи НКВС» (ефір: 19 жовтня 2008)
35. «Магічний меч варвара Атіли» (ефір: 26 жовтня 2008)
36. «Остання роль Віри Холодної» (ефір: 16 листопада 2008)
37. «Віктор Петров, закоханий суперагент» (ефір: 23 листопада 2008)
38. «Космічні драми. Від Козаків до Корольова» (ефір: 7 грудня 2008)
39. «Марія Тарновська: таємниця Чорного янгола» (ефір: 14 грудня 2008)
40. «Олена Блаватська: у змові з духами» (ефір: 21 грудня 2008)
41. «9 життів терориста Блюмкіна» (ефір: 28 грудня 2008)
42. «Українське чаклунство. Фільм 1» (ефір: 31 грудня 2008)
43. «Українське чаклунство. Фільм 2» (ефір: 31 грудня 2008)
44. «Дід Мороз та Санта-Клаус. Битва за Новий Рік» (ефір: 4 січня 2009)
45. «Юрій Кондратюк. Таємниця підкорення місяця» (ефір: 19 квітня 2009)
46. «Магічні таємниці Великодня» (ефір: 26 квітня 2009)
47. «Фатальне кохання Богдана Хмельницького» (ефір: 5 травня 2009)
48. «Наркотики третього рейху» (ефір: 31 травня 2009)
49. «Таємний код Прапора України» (ефір: 30 серпня 2009)
50. «Кохання та смерть Василя Чапаєва» (ефір: 31 серпня 2009)
51. «Прокляття колекції Ільїна» (ефір: 7 вересня 2009)
52. «Примарні скарби гетьмана Полуботка» (ефір: 14 вересня 2009)
53. «Чорний перстень Анни Ахматової» (ефір: 21 вересня 2009)
54. «Три кохання „батька“ Махна» (ефір: 28 вересня 2009)
55. «Михайло Булгаков: Євангеліє для Сталіна» (ефір: 5 жовтня 2009)
56. «Олекса Довбуш: кохання карпатського розбійника» (ефір: 12 жовтня 2009)
57. «Сідней Рейлі: сімейна драма агента „007“» (ефір: 19 жовтня 2009)
58. «Неопубліковані пригоди Остапа Бендера» (ефір: 26 жовтня 2009)
59. «Секрети вічної молодості: еліксир для Сталіна» (ефір: 2 листопада 2009)
60. «Таємне життя Володимира Леніна» (ефір: 9 листопада 2009)
61. «Фелікс Дзержинський: покаяння ката» (ефір: 16 листопада 2009)
62. «Янгол-охоронець маршала Рокосовського» (ефір: 23 листопада 2009)
63. «Лев Троцький. Трагедія демона революції» (ефір: 30 листопада 2009)
64. «Сексшпигунство: таємна зброя КДБ» (ефір: 21 грудня 2009)
65. «Третій Рейх проти СРСР: як створити надлюдину?» (ефір: 28 грудня 2009)
66. «Таємна історія сексу у СРСР» (ефір: 22 лютого 2010)
67. «Калігула: хвора пристрасть імператора» (ефір: 1 березня 2010)
68. «Іван Грозний: тиран мимоволі» (ефір: 15 березня 2010)
69. «Подвійне життя Йосипа Сталіна» (ефір: 29 березня 2010)
70. «Особисті таємниці Адольфа Гітлера» (ефір: 12 квітня 2010)
71. «Вбити вождя: замахи від Леніна до Горбачова» (ефір: 18 квітня 2010)
72. «Георгій Жуков: сімейні поразки Маршала Перемоги» (ефір: 25 квітня 2010)
73. «Микита Хрущов: кривавий блазень Кремля» (ефір: 17 травня 2010)
74. «Таємниця кремлівських смертей: отрута для вождів» (ефір: 24 травня 2010)
75. «Катерина II: пристрасть та влада» (ефір: 31 травня 2010)
76. «Надія Крупська: бездітна матір революції» (ефір: 14 червня 2010)
77. «Окультний Гітлер» (ефір: 30 серпня 2010)
78. «Йосип Сталін: жінки тирана» (ефір: 6 вересня 2010)
79. «Блиск і злидні кремлівських дружин» (ефір: 13 вересня 2010)
80. «Володимир Великий. Святий варвар» (ефір: 20 вересня 2010)
81. «Леонід Брєжнєв: пігулки від кохання» (ефір: 27 вересня 2010)
82. «Лаврентій Бєрія: архітектор жаху» (ефір: 5 жовтня 2010)
83. «Кремлівські двійники: смертельна зброя великих» (ефір: 12 жовтня 2010)
84. «Юрій Андропов: смертник на престолі» (ефір: 19 жовтня 2010)
85. «Ярослав Мудрий: справжнє обличчя» (ефір: 26 жовтня 2010)
86. «Формула радянського термінатора» (ефір: 9 листопада 2010)
87. «Вольф Мессінг — проклятий провидець» (ефір: 16 листопада 2010)
88. «Наркотики в СРСР» (ефір: 23 листопада 2010)
89. «Кремлівські гомосексуалісти» (ефір: 7 грудня 2010)
90. «Двійники Гітлера» (ефір: 14 грудня 2010)
91. «Кремлівська медицина. Залікувати до смерті» (ефір: 21 грудня 2010)
92. «Таємна зброя Третього рейху» (ефір: 31 січня 2011)
93. «Галина Брежнєва: крах кремлівської принцеси» (ефір: 8 лютого 2011)
94. «Анна Ярославна: особисте життя королеви Франції» (ефір: невідомо)
95. «Справжня історія графа Дракули» (ефір: невідомо)
96. «Трагедії кремлівських дітей» (ефір: невідомо)

### Російськомовна версія («В поисках истины»)
Російською телепередачу озвучили Григорій Решетнік та Дем'ян Радзивілюк.
1. «Корабель принцеси Анни» (рос. Корабль принцессы Анны)
2. «Таємниця Досифія» (рос. Загадка Досифия)
3. «Щит Ахілла» (рос. Щит Ахилла)
4. «Останній замах на прем'єра» (рос. Последнее покушение на премьера)
5. «Прокляті скарби Мазепи» (рос. Проклятые сокровища Мазепы)
6. «Отаман Іван Сірко» (рос. Атаман Иван Сирко)
7. «Міледі: Чорна графиня Криму» (рос. Миледи: Чёрная графиня Крыма)
8. «Ремінь цариці Амазонок» (рос. Пояс царицы амазонок)
9. «„Дора“: останнє захоплення Гітлера» (рос. «Дора»: последнее увлечение Гитлера)
10. «Прокляття картини Рєпіна» (рос. Проклятие картины Репина)
11. «Подвійна слава Іллі Муромця» (рос. Двойная слава Ильи Муромца)
12. «Жахіття академіка Герасімова» (рос. Кошмар академика Герасимова)
13. «Ненаписана історія Гоголя» (рос. Ненаписанная история Гоголя)
14. «Український граф Дракула» (рос. Украинский граф Дракула)
15. «Привид Івана Федорова» (рос. Призрак Ивана Федорова)
16. «Отаманша Маруся. Таємниця терористки» (рос. Атаманша Маруся: тайна террористки)
17. «Як козак Європу кавою напоїв» (рос. Как казак Европу кофе напоил)
18. «Батіг для Захер-Мазоха. Фільм 1» (рос. Плеть для Захер-Мазоха». Фильм 1)
19. «Батіг для Захер-Мазоха. Фільм 2» (рос. Плеть для Захер-Мазоха». Фильм 2)
20. «Злети і падіння Містера Гелікоптера» (рос. Взлёты и падения Мистера Вертолёта)
21. «Нострадамус із Дрогобича» (рос. Нострадамус из Дрогобыча)
22. «Таємниця вбивства комкора Котовського» (рос. Тайна убийства комкора Котовского)
23. «Добриня. Поміж міфом та реальністю» (рос. Добрыня: между мифом и реальностью)
24. «Лифар. Трагедія блудного сина» (рос. Лифарь: трагедия блудного сына)
25. «Таємниця Тризубу» (рос. Загадка Трезубца)
26. «Три демони Врубеля» (рос. Три демона Врубеля)
27. «Роксолана. Кривавий шлях до трону» (рос. Роксолана кровавый путь к трону)
28. «Гуцульські маги мольфари» (рос. Гуцульские маги мальфары)
29. «Піонери: правда про міф» (рос. Пионеры: правда о мифе)
30. «Краща афера Потьомкіна» (рос. Лучшая афера Потемкина)
31. «Смерть червової королеви» (рос. Смерть Червовой королевы)
32. «Сила і слабкість богатиря Піддубного» (рос. Сила и слабость богатыря Поддубного)
33. «Мішка Япончик: Смерть короля» (рос. Мишка Япончик: смерть короля)
34. «Микола Павленко: топ-менеджер епохи НКВС» (рос. Николай Павленко: топ - менеджер эпохи НКВД)
35. «Магічний меч варвара Аттіли» (рос. Магический меч варвара Аттилы)
36. «Остання роль Віри Холодної» (рос. Последняя роль Веры Холодной)
37. «Професор Віктор Петров» (рос. Профессор Виктор Петров)
38. «Космічні драми. Від Козаків до Корольова» (рос. Космические драмы: от Козаков до Королёва)
39. «Марія Тарновська: таємниця Чорного янгола» (рос. Мария Тарновская: тайна Чёрного ангела)
40. «Олена Блаватська: медіум та провидиця» (рос. Елена Блаватская медиум и предсказательница)
41. «9 життів терориста Блюмкіна» (рос. 9 жизней террориста Блюмкина)
42. «Українське чаклунство. Фільм 1» (рос. Украинское колдовство - Фильм 1)
43. «Українське чаклунство. Фільм 2» (рос. Украинское колдовство - Фильм 2)
44. «Дід Мороз та Санта-Клаус. Битва за Новий Рік» (рос. Дед Мороз и Санта Клаус: битва за Новый год)
45. «Юрій Кондратюк. Таємниця підкорення місяця» (рос. Юрий Кондратюк тайна покорения Луны)
46. «Магічні таємниці Великодня» (рос. Магические тайны Пасхи)
47. «Фатальне кохання Богдана Хмельницького» (рос. Фатальная любовь Богдана Хмельницкого)
48. «Наркотики третього рейху» (рос. Наркотики Третьего рейха)
49. «Таємний код прапора» (рос. Тайный код флага)
50. «Кохання та смерть Василя Чапаєва» (рос. Любовь и смерть Василия Чапаева)
51. «Прокляття колекції Ільїна» (рос. Проклятие коллекции Ильина)
52. «Примарні скарби гетьмана Полуботка» (рос. Призрачные сокровища гетьмана Полуботка)
53. «Чорний перстень Анни Ахматової» (рос. Чёрный перстень Анны Ахматовой)
54. Три кохання Батьки Махно (рос. Три любви Батьки Махно)
55. «Михайло Булгаков: Євангеліє для Сталіна» (рос. Михаил Мулгаков: Евангелие для Сталина)
56. «Олекса Довбуш: кохання карпатського розбійника» (рос. Олекса Довбуш: любовь карпатского разбойника)
57. «Сідней Рейлі: сімейна драма агента „007“» (рос. Сидней Рейли: семейная драма агента «007»)
58. «Неопубліковані пригоди Остапа Бендера» (рос. Неопубликованные приключения Остапа Бендера)
59. «Секрети вічної молодості: еліксир Сталіна» (рос. Секреты вечной молодости: элексир для Сталина)
60. Таємне життя Володимира Леніна (рос. Тайная жизнь Владимира Ленина)
61. Фєлікс Дзержинскій: покаяння палача (рос. Феликс Дзержинский: раскаяние палача)
62. «Янгол-охоронець маршала Рокосовського» (рос. Ангел - хранитель маршала Рокоссовского)
63. Лев Троцкій: трагедія демону революції (рос. Лев Троцкий: трагедия демона революции)
64. «Сексшпигунство: таємна зброя КДБ» (рос. Секс-шпионаж: тайное оружие КГБ)
65. «Третій Рейх проти СРСР: як створити надлюдину?» (рос. Третий Рейх против СССР: как создать сверхчеловека?)
66. «Таємна історія сексу в СРСР» (рос. Тайная история секса в СССР)
67. «Калігула: нездорова пристрасть імператора» (рос. Калигула: нездоровая страсть императора)
68. «Іван Грозний: тиран мимоволі» (рос. Иван Грозный: тиран поневоле)
69. «Подвійне життя Йосипа Сталіна» (рос. Двойная жизнь Иосифа Сталина)
70. «Особисті таємниці Адольфа Гітлера» (рос. Личные тайны Адольфа Гитлера)
71. «Вбити вождя: замахи від Леніна до Горбачова» (рос. Убить вождя: покушения от Ленина до Горбачёва)
72. «Георгій Жуков: сімейні поразки Маршала Перемоги» (рос. Георгий Жуков: семейные поражения Маршала Победы)
73. «Микита Хрущов: кривавий блазень Кремля» (рос. Никита Хрущёв: кровавый шут Кремля)
74. «Таємниця кремлівських смертей: отрута для вождів» (рос. Тайна кремлёвских смертей: яд для вождей)
75. «Катерина Велика: пристрасть та влада» (рос. Екатерина Великая: Страсть и власть)
76. «Надія Крупська: бездітна матір революції» (рос. Надежда Крупская. Бездетная мать революции)
77. «Окультний Гітлер» (рос. Оккультный Гитлер)
78. «Йосип Сталін: жінки тирана» (рос. Иосиф Сталин: женщины тирана)
79. «Блиск і злидні кремлівських дружин»(рос. Блеск и нищета кремлёвских жён)
80. «Володимир Великий. Святий варвар» (рос. Владимир Великий святой варвар)
81. «Леонід Брєжнєв: пігулки від кохання» (рос. Леонид Брежнев: таблетки от любви)
82. «Лаврентій Бєрія: архітектор жаху» (рос. Лаврентий Берия: архитектор ужаса)
83. «Кремлівські двійники: смертельна зброя великих» (рос. Двойники Сталина)
84. «Юрій Андропов: смертник на престолі» (рос. Андропов. Смертник на престоле)
85. «Ярослав Мудрий: справжнє обличчя» (рос. Ярослав Мудрый: истинное лицо)
86. «Формула радянського термінатора» (рос. Формула советского терминатора)
87. «Вольф Мессінг — проклятий провидець» (рос. Вольф Мессинг: проклятый провидец)
88. «Наркотики в СРСР»(рос. Наркотики в СССР)
89. «Кремлівські гомосексуалісти» (рос. Кремлёвские гомосексуалисты)
90. «Двійники Гітлера» (рос. Двойники Гитлера)
91. «Кремлівська медицина. Залікувати до смерті» (рос. Кремлёвская медицина: залечить до смерти)
92. «Таємна зброя Третього рейху» (рос. Секретное оружие Третьего рейха)
93. «Галина Брежнєва: крах кремлівської принцеси» (рос. Галина Брежнева: крах кремлёвской принцессы)
94. «Анна Ярославна: особисте життя королеви Франції» (рос. Анна Ярославна: частная жизнь королевы Франции)
95. «Справжня історія графа Дракули» (рос. Настоящая история графа Дракулы)
96. «Трагедії кремлівських дітей» (рос. Трагедии кремлёвских детей)

### Англомовна версія («Searching for the Truth»)
У 2010 СТБ створило англомовну версію кількох найкращих епізодів. Справжня тривалість епізодів переозувчених англійською залишилася такою ж, як і тривалість оригінальних епізодів, але для створення ефекту «повнометражного художнього фільму», до кожного епізоду було додано 50-60 хв. випадкового відео без аудіо, для того аби кінцевий файл мав тривалість приблизно у 90 хв.
1. Сексшпигунство: таємна зброя КДБ (англ. Sex-espionage a secret weapon of the KGB)
2. Лаврентій Бєрія: архітектор страху (англ. Lavrenti Beria: the architect of fear)
3. Таємне життя Владіміра Лєніна (англ. Secret Life of Vladimir Lenin)
4. Таємна історія сексу в СРСР (англ. Secret history of sex in the USSR)
5. Наркотики Третього рейху (англ. Military drugs: creating the supersoldier)
6. Подвійне життя Йосипа Сталіна (англ. Double life of Joseph Stalin)
7. «Микита Хрущов: кривавий блазень Кремля» (англ. Nikita Khrushchov: the kremlin's bloody buffoon)
8. Іван Грозний: тиран мимоволі (англ. Ivan the Terrible: the tyrant against his will)
9. Леонід Брєжнєв: пігулки від кохання (англ. Leonid Brezhnev: the love-killing pills)
10. Лев Троцкій: трагедія демону революції (англ. Lev Trotsky: the tragedy of the revolution Demon)
11. Фєлікс Дзержинскій: покаяння палача (англ. Felix Dzerzhynsky: Executioner's Repentance)
12. Двійники Сталіна (англ. The fourteen doubles of Joseph Stalin)
13. Міхаіл Булґаков: Євангеліє для Сталіна (англ. Mikhail Bulgakov: the Gospel for Stalin)
14. Ґаліна Брєжнєва — кремлівська принцеса (англ. Galina Brezhneva: the collapse of the kremlin princess)
15. Магічний меч Аттіли Гунна (англ. The magic sword of Attila the Hun)
16. Секрети вічної молодості: еліксир Сталіна (англ. Eternal youth for comrade Stalin)
17. Таємниця вбивства комкора Котовського (англ. The mysterious murder of Komkor Kotovsky)
18. Піонери: правда про міф (англ. Pioneers: truth about the myth)
19. Анна Ярославна: особисте життя королеви Франції (англ. Anna Yaroslavna: the private life of the Queen of France)

## Нагороди
У 2010 році епізод «Подвійне життя Йосипа Сталіна» виграв «Телетріумф» за «найкращу історичну програму», а два інших епізоди були номіновані на «Телетріумф»: Пилип Нірод за епізод «Катерина II: пристрасть та влада» був номінований як «найкращий художник-постановник телевізійної програми», а Валентин Каганович за епізод «Особисті таємниці Адольфа Гітлера» був номінований як «найкращий оператор-постановник телевізійної програми».